# Niikappu
Niikappu (japanska: 新冠町?, Niikappu-chō) är en landskommun (köping) i Hokkaido prefektur i Japan. 